# Дарьялова, Наталья Аркадьевна
Ната́лья Арка́дьевна Дарья́лова (урожд. — Вайнер; род. 14 сентября 1960, Москва, СССР) — российская телеведущая, тележурналист, телепродюсер и психолог. Бывшая ведущая передачи «У всех на устах». Создатель телеканала «Дарьял ТВ».

## Биография
Наталья Аркадьевна Дарьялова родилась 14 сентября 1960 года в Москве в семье писателя Аркадия Александровича Вайнера (1931—2005) и врача-онколога Софии Львовны Дарьяловой. Взяла фамилию матери — Дарьялова.
По образованию — филолог. Окончила МГУ.
В 1979 г. снялась в эпизодической роли в кинофильме «Место встречи изменить нельзя» (её героиня сидела в ресторане «Астория» за одним столиком с Глебом Жегловым, 4-я серия).
В конце 1980-х годов опубликовала несколько фантастических рассказов.
В начале 1990-х годов уехала в США. Вернувшись в Россию, стала ведущей программы «У всех на устах с Натальей Дарьяловой», которая выходила сначала на «1-м канале Останкино» (ОРТ с 1 апреля 1995 года), а с сентября 1996 года — на РТР. Позже стала одним из организаторов «Дарьял-ТВ».
Руководила каналом вместе с отцом в 1998—2002 годах.

## Личная жизнь
Дети от первого брака (с «молодым сибирским учёным, кандидатом наук»): Елизавета (1988) и Валерия (1989).